# Seznam španskih tenisačev
Seznam španskih tenisačev.

## A
- Roberto Bautista Agut
- Carlos Alcaraz
- Nicolas Almagro
- Manuel Alonso
- José Francisco Altur
- Emilio Benfele Álvarez
- Lilí Álvarez
- Pablo Andújar
- Sara del Barrio Aragón
- Jordi Arrese

## B
- Paula Badosa
- Roberto Carballés Baena
- Pol Toledo Bagué
- Marina Bassols Ribera
- Alberto Berasategui
- Aliona Bolsova
- Jéssica Bouzas Maneiro
- Sergi Bruguera
- Eva Fernández Brugués
- Cristina Bucșa
- Jordi Burillo

## C
- Estrella Cabeza Candela
- Tomás Carbonell
- Pablo Carreño
- Francisco Clavet
- Álex Corretja
- Albert Costa

## D
- Jaime Fermosell Delgado
- Nuria Párrizas Díaz

## E
- Silvia Soler Espinosa

## F
- David Ferrer
- Juan Carlos Ferrero
- María Teresa Torró Flor
- Alejandro Davidovich Fokina

## G
- Gala León García
- Guillermo García-López
- Anabel Medina Garrigues
- Paula Badosa Gibert
- Andrés Gimeno
- Daniel Gimeno-Traver
- Carlos Gómez-Herrera
- Gerard Granollers
- Marcel Granollers

## H
- Óscar Hernández
- Rubén Ramírez Hidalgo
- José Higueras
- Íñigo Cervantes Huegun

## K
- Nicola Kuhn

## L
- Lourdes Domínguez Lino
- Feliciano López
- Marc López

## M
- Jéssica Bouzas Maneiro
- Paula Arias Manjón
- David Marrero
- Álvaro López San Martín
- Conchita Martínez
- Mario Vilella Martínez
- Pedro Martínez
- Rebeka Masarova
- Adrián Menéndez-Maceiras
- Bernabé Zapata Miralles
- Albert Montañés
- Carlos Moyà
- Garbiñe Muguruza
- Jaume Munar

## N
- Rafael Nadal
- Daniel Muñoz de la Nava
- Carla Suárez Navarro
- Iván Navarro

## O
- Roberto Ortega Olmedo
- Manuel Orantes

## P
- Virginia Ruano Pascual
- Albert Portas
- Miquel Pérez Puigdomenech

## R
- Albert Ramos Viñolas
- Pere Riba
- Tommy Robredo
- Francisco Roig

## S
- Jordi Samper-Montaña
- Arantxa Sánchez Vicario
- Javier Sánchez
- María José Martínez Sánchez
- Manuel Santana
- Arantxa Parra Santonja
- Inés Ferrer Suárez

## T
- Carlos Taberner
- Laura Pous Tió
- Sara Sorribes Tormo
- Gabriel Trujillo-Soler

## V
- Cristina Torrens Valero
- Lara Arruabarrena Vecino
- Fernando Verdasco
- Nuria Llagostera Vives

## Z
- Aliona Bolsova Zadoinov